# Manfred Schlüsselburg
Manfred Schlüsselburg (* 1947 in Verden (Aller), Niedersachsen) ist ein ehemaliger deutscher Nationenpreisreiter, Springreiter und aktueller Regionaltrainer Springen.
Schlüsselburg lebt in Ilsfeld, ist verheiratet und hat 3 Kinder (Isabel, Gabriela und Sven Schlüsselburg).

## Leben
Bis zu seinem 16. Lebensjahr voltigierte Schlüsselburg in Verden (Aller). Anschließend begann er zu reiten. Im Stall von Helga Köhler bereitete er viele Pferde auf Auktionen vor, die er auch selbst vorstellte. Nach seiner Schulausbildung lernte er Karosserie- und Fahrzeugbau, entschied sich dann allerdings für die Reiterei. Er war als Sportsoldat an der Bundeswehrsportschule in Warendorf stationiert, gehörte dort mit Michael Rüping zu den ersten reitenden Soldaten. Viele Jahre bildete er für den Stall Ribhege in Werne Springpferde aus. In dieser Zeit lernte er auch die Familie Schäfer aus Wolfschlugen kennen, für die er von 1975 bis 1991 arbeitete. Danach machte Schlüsselburg sich in Ebersbach an der Fils selbständig. Einige Jahre später folgte der Umzug nach Ilsfeld, wo er einen Turnierstall betreibt. Als Nachfolger von Dietmar Näher ist Schlüsselburg Springtrainer des Württembergischen Pferdesportvereins.

## Bekannteste Pferde
- Schirocco
- Marengo
- Leon

## Auszeichnungen
- Goldenes Reitabzeichen, 1976

## Erfolge
- Über 150 S-Springen hat er gewonnen
- Landesmeister Baden-Württemberg 1979, 1980, 1982
- Vizelandesmeister Baden-Württemberg 1993[1]